# Марино-Поле (Пловдивська область)
Ма́рино-Поле́ (болг. Марино поле) — село в Пловдивській області Болгарії. Входить до складу общини Карлово.

## Населення
За даними перепису населення 2011 року у селі проживали 43 особи, усі — болгари.
Розподіл населення за віком у 2011 році:
Динаміка населення: